# Barcelonaβeta Brain Research Center
El Barcelonaβeta Brain Research Center (BBRC) és un centre d’investigació dedicat a la prevenció de la malaltia d’Alzheimer i a l'estudi de les funcions cognitives afectades en l'envelliment sa i patològic. Va ser creat l’any 2012 per la Fundació Pasqual Maragall amb el suport de la Universitat Pompeu Fabra.
Inaugurades el 2016, les seves instal·lacions disposen d’una màquina de ressonància magnètica 3T d’última generació dedicada exclusivament a la investigació, i dels espais, el personal i els equips necessaris per dur a terme assajos clínics i projectes d’investigació en humans.
L’activitat principal del centre es porta a terme al Programa de Prevenció de la malaltia d'Alzheimer, liderat pel Dr. José Luis Molinuevo. El programa se centra en la fase pre-clínica de la malaltia, que es caracteritza per una sèrie de canvis al cervell que poden iniciar-se fins a 20 anys abans de l’inici dels símptomes, i en la fase prodròmica, que es produeix quan apareixen els primers símptomes de deteriorament cognitiu, però la persona afectada continua essent independent en el seu dia a dia. El programa s'estructura en dos grups de recerca que col·laboren estretament des d’una perspectiva clínica, cognitiva, genètica i de marcadors biològics i de neuroimatge.